# Order of Chaos
Order of Chaos è un film del 2010 diretto da Vince Vieluf.
Film thriller statunitense con protagonisti Rhys Coiro e Milo Ventimiglia, nei ruoli rispettivamente di John e Rick.